# 马尔萨什洛克足球俱乐部
馬爾薩什洛克足球俱樂部（英語：Marsaxlokk Football Club），是马耳他足球俱乐部，位于。球队最初称之为马尔萨什洛克白星足球俱乐部，俱乐部创建于1949年11月3日，直到1954年俱乐部启用了现在的队名。

## 队史
俱乐部在1955年进入了马耳他第四级别联赛，直到1990年球队晋级丙级联赛。在1990年代球队一直参赛与丙级联赛之中，通常挣扎于保级战中。但是球队在1992/93以微弱的劣势失去了晋级甲级联赛的机会。直到1999/00赛季 ，俱乐部夺得了乙级联赛的冠军得以晋级甲级联赛，随后球队在参加甲级联赛的第2个赛季就拿下了甲级联赛冠军，从而升入了马耳他足球最高级别的联赛，超级联赛之中。
在2002/03赛季球队打入了超级联赛的争冠组，最后大量引进马耳他国家队主力以及其他国家的出色球员时的球队夺得了联赛第4名和杯赛亚军的成绩，并且取得了参加2004/05赛季欧洲联盟杯得资格，尽管球队在首轮即被斯洛文尼亚球队NK普里莫耶两回合0-1，0-2所淘汰。球队在不断的成长。在2004/05赛季球队招揽了保加利亚，尼日利亚，巴西和葡萄牙等多位效力过高水平联赛的球员，并且创下球队转会纪录的签下前英超和英格兰U-21球员-老将克里斯·巴特-威廉姆斯。 